# Adippe alliacea
Adippe alliacea är en insektsart som beskrevs av Ernst Friedrich Germar. Adippe alliacea ingår i släktet Adippe och familjen hornstritar. Inga underarter finns listade i Catalogue of Life.